# 阿爾及利亞空軍伊爾-76運輸機墜毀
2018年4月11日，一架阿爾及利亞空軍所屬的伊爾-76（Il-76）運輸機，在布法里克軍用機場起飛不久便墜毀於機場附近。全機257位乘客及機組人員全部喪生，是阿爾及利亞史上死亡人數最多的空難事件，這也是同一型運輸機，第二次發生重大傷亡空難事件（參見2003年伊朗陸軍航空兵部隊伊爾-76墜毀事件）。

## 失事飛機概況
這架運輸機自1997年起為阿爾及利亞空軍使用至今，機號為7T-WIV，序號為1043419649。據報導，這架運輸機屬於阿爾及利亞空軍第347戰略運輸中隊，這個單位駐紮在布法里克。

## 事故經過
飛機在當地時間8時左右起飛後不久（07:00 UTC）便著火，隨後墜毀。飛機原計劃飛往阿爾及利亞與摩洛哥交界的廷杜夫機場，中間將在Boudghene Ben Ali Lotfi機場短暫停留，機上257人（10名機組人員與247名乘客）全部罹難，機上人員都是阿爾及利亞國家人民軍的軍人和軍眷。